# Nuelh
Nuelh (en francès Nieuil) és un municipi francès situat al departament del Charente i a la regió de la Nova Aquitània. L'any 2007 tenia 923 habitants.

## Demografia

### Població
El 2007 la població de fet de Nieuil era de 923 persones. Hi havia 378 famílies de les quals 96 eren unipersonals (20 homes vivint sols i 76 dones vivint soles), 139 parelles sense fills, 123 parelles amb fills i 20 famílies monoparentals amb fills.
La població ha evolucionat segons el següent gràfic:
Habitants censats

### Habitatges
El 2007 hi havia 477 habitatges, 384 eren l'habitatge principal de la família, 41 eren segones residències i 51 estaven desocupats. 467 eren cases i 6 eren apartaments. Dels 384 habitatges principals, 323 estaven ocupats pels seus propietaris, 50 estaven llogats i ocupats pels llogaters i 11 estaven cedits a títol gratuït; 5 tenien una cambra, 23 en tenien dues, 64 en tenien tres, 124 en tenien quatre i 168 en tenien cinc o més. 329 habitatges disposaven pel capbaix d'una plaça de pàrquing. A 161 habitatges hi havia un automòbil i a 181 n'hi havia dos o més.

### Piràmide de població
La piràmide de població per edats i sexe el 2009 era:
| Homes | Edats   | Dones |
| ----- | ------- | ----- |
| 0     | 95 o +  | 0     |
| 4     | 90 a 94 | 8     |
| 8     | 85 a 89 | 8     |
| 8     | 80 a 84 | 8     |
| 28    | 75 a 79 | 28    |
| 28    | 70 a 74 | 32    |
| 20    | 65 a 69 | 28    |
| 16    | 60 a 64 | 16    |
| 16    | 55 a 59 | 16    |
| 32    | 50 a 54 | 12    |
| 52    | 45 a 49 | 32    |
| 24    | 40 a 44 | 32    |
| 48    | 35 a 39 | 52    |
| 20    | 30 a 34 | 16    |
| 20    | 25 a 29 | 16    |
| 16    | 20 a 24 | 12    |
| 40    | 15 a 19 | 36    |
| 32    | 10 a 14 | 32    |
| 32    | 5 a 9   | 20    |
| 16    | 0 a 4   | 20    |

## Economia
El 2007 la població en edat de treballar era de 602 persones, 414 eren actives i 188 eren inactives. De les 414 persones actives 377 estaven ocupades (220 homes i 157 dones) i 37 estaven aturades (16 homes i 21 dones). De les 188 persones inactives 57 estaven jubilades, 57 estaven estudiant i 74 estaven classificades com a «altres inactius».

### Ingressos
El 2009 a Nieuil hi havia 393 unitats fiscals que integraven 932 persones, la mediana anual d'ingressos fiscals per persona era de 14.723 €.

### Activitats econòmiques
Dels 26  establiments que hi havia el 2007, 1 era d'una empresa alimentària, 1 d'una empresa de fabricació d'altres productes industrials, 10 d'empreses de construcció, 5 d'empreses de comerç i reparació d'automòbils, 1 d'una empresa de transport, 6 d'empreses d'hostatgeria i restauració, 1 d'una empresa d'informació i comunicació i 1 d'una empresa de serveis.
Dels 13 establiments de servei als particulars que hi havia el 2009, 2 eren tallers de reparació d'automòbils i de material agrícola, 1 paleta, 1 guixaire pintor, 1 fusteria, 1 lampisteria, 2 electricistes, 2 empreses de construcció i 3 restaurants.
L'any 2000 a Nieuil hi havia 45 explotacions agrícoles que ocupaven un total de 1.241 hectàrees.

## Equipaments sanitaris i escolars
El 2009 hi havia una escola elemental integrada dins d'un grup escolar amb les comunes properes formant una escola dispersa.

## Poblacions més properes
El següent diagrama mostra les poblacions més properes.